# 피에트라카텔라
피에트라카텔라(이탈리아어: Pietracatella)는 이탈리아 몰리세주 캄포바소도의 코무네다. 캄포바소로부터 동쪽 15km 거리에 있다.